# ORP Hutnik

Emblemat okrętu ORP „Hutnik”

ORP Hutnik – mała korweta rakietowa projektu 1241RE Mołnija, w kodzie NATO: Tarantul-I. Okręt został wybudowany w Stoczni Rzecznej w Rybińsku dla marynarki wojennej ZSRR. Został nabyty dla Polskiej Marynarce Wojennej wraz z trzema bliźniaczymi jednostkami i wszedł do służby 31 marca 1984 roku. Nosił stały numer burtowy 435.
Początkowo wchodził w skład nowo utworzonej samodzielnej grupy okrętów rakietowych. Z czasem został włączony do 3. Flotylli Okrętów i przydzielony do 2. dywizjonu Kutrów Rakietowo-Torpedowych. Po wycofaniu ze służby większości kutrów rakietowych projektu 205, w 2004 roku okręt wszedł do Dywizjonu Okrętów Rakietowych.
Okręt ze względu na swoje niewielkie wymiary i wyporność zaliczany był do klasy małych korwet, natomiast w Polsce klasyfikowany był jako mały okręt rakietowy. Jednostka napędzana była dwoma turbinami gazowymi. Napęd szczytowy DR 77 o maksymalnej mocy 12 000 KM dla każdej turbiny pozwalał na osiągnięcie prędkości powyżej 43 węzłów, co czyniło okręt jednym z najszybszych w tej klasie na Morzu Bałtyckim. Załogę stanowiło 45 oficerów i marynarzy. ORP "Hutnik" był jednostką silnie uzbrojoną przeciw innym okrętom. Jego podstawową broń stanowiły rakiety przeciw okrętowe typu P-21/P-22. Łącznie przez cały okres służby „Hutnik” odpalił 14 rakiet typu P-21. Uzbrojenie przeciwko statkom powietrznym było słabsze, a pogarszał je brak radaru wykrywania obiektów powietrznych.

## Dane techniczne

### Wyposażenie radiolokacyjne
- stacje radiolokacyjna wykrywania celów Garpun-E (NATO: „Plank Shave”)
- stacje radiolokacyjna kierowania ogniem MR-123 (NATO: „Bass Tilt”)
- radar nawigacyjny Peczora-1

### Uzbrojenie
- system rozpoznania swój-obcy Nichrom-RR

## Służba
Okręt w czasie swojej służby przebył drogę 36 456 mil morskich, zaliczając 190 wyjść w morze. Wchodził do portów w Świnoujściu, Szczecinie, Kołobrzegu, Ustki, Bałtyjsku, Rostocku, i Aarhus. Jednostka ta brała udział w najważniejszych ćwiczeniach Marynarki Wojennej, m.in. BARAKUDA, PIRANIA, BALTOPS, MURENA, SZERSZEŃ i ORLI SZPON.

## Dowódcy okrętu
Kolejni dowódcy okrętu:
- kpt. mar. Włodzimierz Danek – od 1984 do 1987 roku;
- kpt. mar. Lesław Serafinko – od 1987 do 1990 roku;
- kpt. mar. Kazimierz Cesarz – od 1990 do 1994 roku;
- kmdr por. Krzysztof Jaworski – od 1994 do 1997 roku;
- kmdr ppor. Cezary Prus – od 1997 do 2002 roku;
- kpt. mar. Artur Kołaczyński – od 2002 do 2004 roku;
- kpt. mar. Artur Dzieciuch – od 2004 do 2005 roku.